# Доклассический арабский язык
Доклассический арабский язык (иные называния: протоарабский, староарабский или древнеарабский язык, англ. Pre-Classical Arabic, Proto-Arabic, Old Arabic) — один из трёх периодов развития арабского языка, предшествовавший классическому и современному арабскому языку.
Существует путаница с применением терминов «доклассический арабский язык», «протоарабский», «староарабский» и «древнеарабский». Иногда так именуют древние эпиграфические североаравийские языки. Сабатино Москати называл их «доклассическими», Георгий Ахвледиани — «протоарабским», Иоганн Фюк, Хаим Рабин, Ибрахим ас-Самарраи и Карл Броккельман — «древнеарабским». Броккельман считал эпиграфические североаравийские языки одними из древнеарабских диалектов, которые не идентичны позднему классическому арабскому языку.
Применение такого названия к североаравийским языкам является ошибкой. Древнеарабский язык, по-видимому, сосуществовал с североаравийскими, но, в отличие от них, оставался чисто разговорным языком. Голландский учёный Эмери ван Донзель считал «староарабский (протоарабский) язык» одним из трёх стадий развития доклассического арабского, следовавшим за семитскими аравийскими языками и предшествовавшим раннеарабскому языку III—VI веков. Есть и те, кто называет «протоарабским» языком североаравийские языки и разделяет между ними и доклассическим арабским языком.
Агафангел Крымский определял период существования староарабского (доклассического) языка V—VIII веками (до 750 года), после наступил классический халифатский период (VIII—XI века), послеклассический период (XI—XV века), а затем период упадка (XVI—XVIII века). Самые ранние надписи на древнеарабском языке с использованием арабского письма (на самом деле поздний вариант набатейского письма) датируются VI веком нашей эры. Более ранние надписи на древнеарабском встречаются очень редко и написаны с использованием «заимствованных» письменностей (южноаравийской, набатейской, деданской, греческой).
Поздние доклассические диалекты, как городские, так и бедуинские, в определённой степени описаны ранними арабскими филологами. Новоарабский или среднеарабский язык, который в VIII веке стал городским языком Арабского халифата, возник из доклассических арабских диалектов, которые продолжали развиваться вплоть до современных арабских диалектов, демонстрируя огромные изменения.